# Saint-Clément (Gard)
Saint-Clément is een gemeente in het Franse departement Gard (regio Occitanie) en telt 222 inwoners (2004). De plaats maakt deel uit van het arrondissement Nîmes.

## Geografie
De oppervlakte van Saint-Clément bedraagt 5,1 km², de bevolkingsdichtheid is 43,5 inwoners per km².

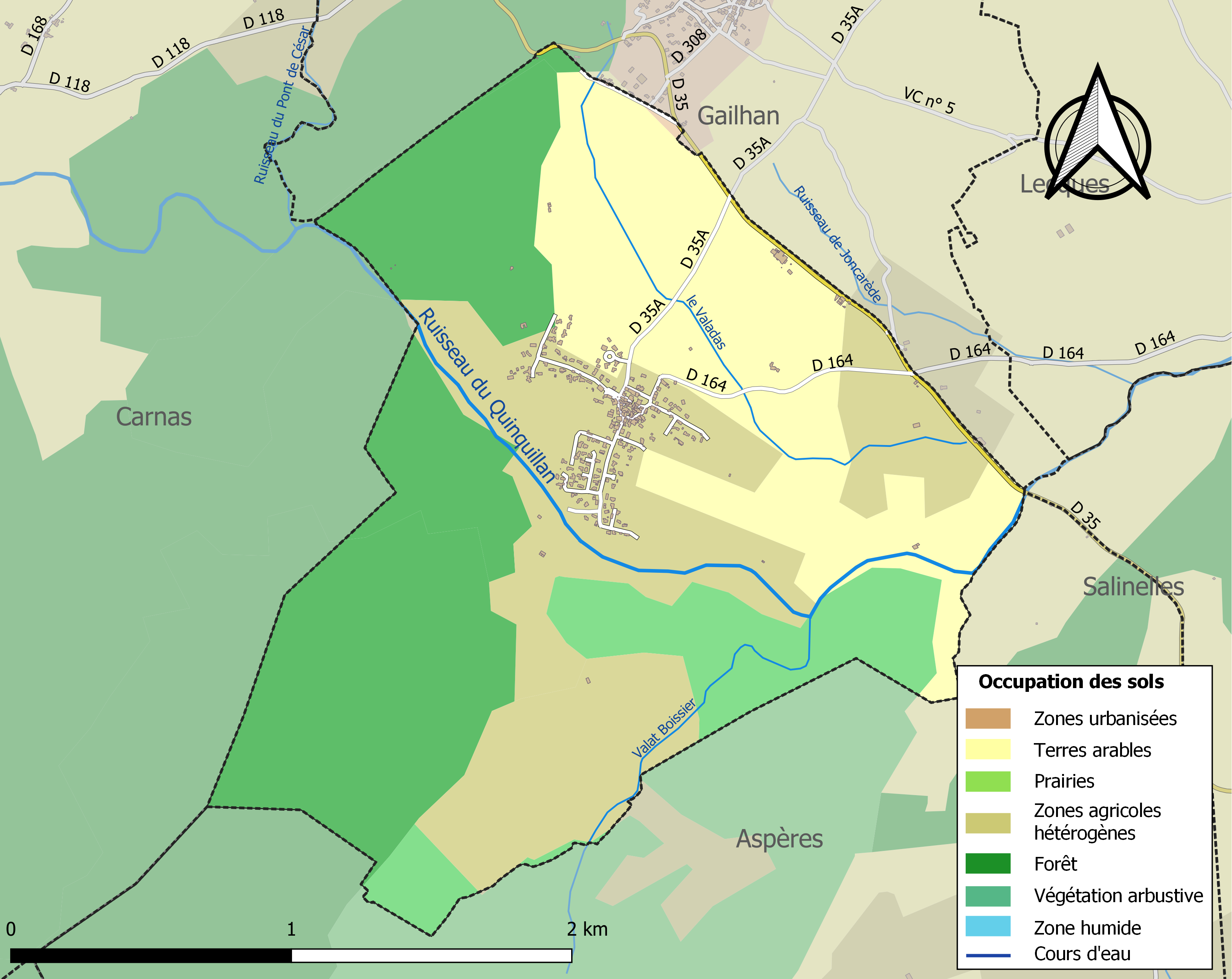
Kaart van de gemeente met de belangrijkste infrastructuur, bodemgebruik en omliggende gemeenten

## Demografie
Onderstaande figuur toont het verloop van het inwonertal (bron: INSEE-tellingen).